# Warken-Eckstein-Weg

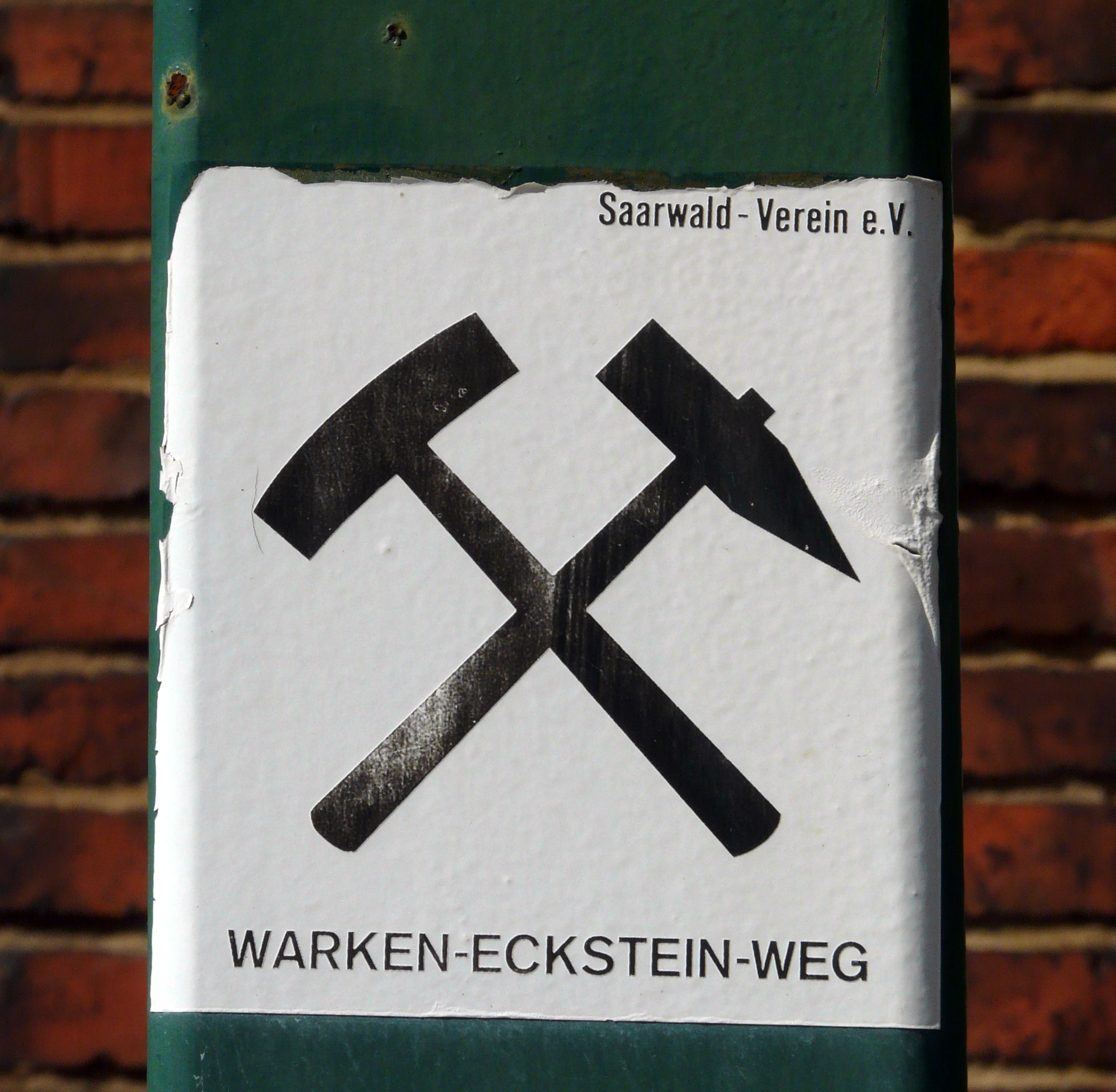
Markierung des Warken-Eckstein-Wegs

Der Warken-Eckstein-Weg ist ein nach dem Bergmann und Arbeiterführer Nikolaus Warken (1851–1920) benannter Wanderweg. Warkens Spitzname war „Eckstein“. Die Markierung des Weges sind Schlägel und Eisen auf weißem Grund, der Weg ist 35 Kilometer lang.

## Verlauf des Weges
Der Weg beginnt in Hasborn, dem Geburtsort Warkens an dem zu seinen Ehren errichteten Denkmal. Er führt entlang alter Bergmannspfade, die wohl auch der Namensgeber des Weges benutzt hat. Nach dem Verlassen des Ortes erreicht man über Bergweiler den Ort Sotzweiler. Nach Überquerung der B 269 führt der Weg über das Naherholungsgebiet Finkenrech nach Dirmingen. Über Höhenwege entlang der Ill gelangt man nach Illingen. Von Illingen führt der Weg nach Heiligenwald, wo der Wanderer nun das Kohlerevier erreicht hat. Der Weg verläuft nun nach Süden und erreicht Bildstock. Hier endet der Weg am Rechtsschutzsaal, der 1891 unter der Führung von Nikolaus Warken errichtet wurde.

## Sehenswertes an der Strecke
- Naherholungsgebiet Finkenrech bei Dirmingen
- Burg Kerpen in Illingen